# Panchlora translucida
Panchlora translucida es una especie de cucaracha del género Panchlora, familia Blaberidae. Fue descrita científicamente por Kirby en 1903.

## Distribución
Habita en Guatemala, Panamá y Colombia.